# Qualificazioni al campionato europeo maschile under 21 di calcio 2017 - Gruppo 1

## Classifica
| Squadra    | P.ti | G  | V | N | P | F  | S  | DR  |
| ---------- | ---- | -- | - | - | - | -- | -- | --- |
| Rep. Ceca  | 23   | 10 | 7 | 2 | 1 | 29 | 10 | +19 |
| Belgio     | 18   | 10 | 6 | 0 | 4 | 14 | 11 | +3  |
| Montenegro | 16   | 10 | 4 | 4 | 2 | 13 | 11 | +2  |
| Malta      | 11   | 10 | 3 | 2 | 5 | 9  | 20 | -11 |
| Lettonia   | 9    | 10 | 2 | 3 | 5 | 10 | 13 | -3  |
| Moldavia   | 7    | 10 | 2 | 1 | 7 | 8  | 18 | -10 |

## Risultati
| Arbitro: | Paul Mclaughlin |

|                            |           |             |
| Tielemans 14’ Castagne 45’ | Marcatori | 50’ Spătaru |

| Chișinău 11 giugno 2015, ore 18:00 UTC+2 | Moldavia           | 0 – 0 referto | Malta | Stadionul Zimbru\| Arbitro: \| Zaven Hovhannisyan \| |
| Arbitro:                                 | Zaven Hovhannisyan |               |       |                                                      |

| Arbitro: | Orkhan Mammadov |

|               |           |  |
| Savićević 40’ | Marcatori |  |

| Arbitro: | Jens Maae |

|             |           |                              |
| Stuglis 43’ | Marcatori | 55’ Camenzuli 78’ Montebello |

| Arbitro: | Laurent Kopriwa |

|             |           |  |
| Spătaru 31’ | Marcatori |  |

| Arbitro: | Andrew Dallas |

|  |           |                       |
|  | Marcatori | 5’ Kabasele 18’ Praet |

| Arbitro: | Rahim Hasanov |

|                                      |           |                |
| Schick 10’, 21’ Čermák 40’ Hrubý 56’ | Marcatori | 37’ Montebello |

| Arbitro: | Roi Reinshreiber |

|             |           |             |
| Šadčins 53’ | Marcatori | 85’ Klobása |

| Podgorica 8 settembre 2015, ore 18:30 UTC+1 | Montenegro                 | 0 – 0 referto | Malta | Gradski Stadion Podgorica\| Arbitro: \| Charalambos Kalogeropoulos \| |
| Arbitro:                                    | Charalambos Kalogeropoulos |               |       |                                                                       |

| Arbitro: | Fran Jović |

|                                  |           |  |
| Tielemans 75’ (rig.) de Sart 78’ | Marcatori |  |

| Arbitro: | Edin Jakupović |

|  |           |                                                    |
|  | Marcatori | 26’ Klimaševičs 45’ (rig.) Kazačoks 54’ Gutkovskis |

| Arbitro: | John Beaton |

|                                 |           |                                         |
| Havlík 42’ Čermák 44’ Černý 57’ | Marcatori | 51’ Raspopović 65’ Janković 81’ Jovović |

| Arbitro: | Ali Palabıyık |

|            |           |  |
| Schick 11’ | Marcatori |  |

| Arbitro: | Paul Mclaughlin |

|                                        |           |                                  |
| Đorđević 60’, 69’ (rig.) Savićević 85’ | Marcatori | 17’, 52’ Kazačoks 62’ Gutkovskis |

| Arbitro: | Georgi Vadachkoria |

|                 |           |                                          |
| Havel 60’ (aug) | Marcatori | 37’ Souček 53’ (aug) Rozgoniuc 81’ Barák |

| Arbitro: | Erez Papir |

|  |           |                          |
|  | Marcatori | 72’ Heylen 90+4’ Kayembe |

| Arbitro: | Giorgi Kruashvili |

|  |           |            |
|  | Marcatori | 18’ Kartal |

| Arbitro: | Ádám Farkas |

|                 |           |               |
| Schick 22’, 48’ | Marcatori | 33’ Ikaunieks |

| Arbitro: | Radu Petrescu |

|              |           |                          |
| Bongonda 45’ | Marcatori | 6’ Lagator 41’ Savićević |

| Arbitro: | Sergei Lapochkin |

|  |           |                                                                 |
|  | Marcatori | 20’ (rig.), 42’, 89’ Schick 25’, 75’ Čermák 36’ Černý 57’ Havel |

| Arbitro: | Stephan Klossner |

|  |           |                                 |
|  | Marcatori | 6’ (rig.), 9’ Schick 16’ Čermák |

| Arbitro: | Ola Hobber Nilsen |

|                                  |           |                                             |
| Degabriele 74’ Heylen 84’ (aut.) | Marcatori | 3’ (rig.) Tielemans 24’ Bongonda 90’ Engels |

| Arbitro: | Alex Troleis |

|  |           |                                |
|  | Marcatori | 65’ (aut.) Zommers 90+1’ Graur |

| Jelgava 6 settembre 2016, ore 16:00 UTC+2 | Lettonia          | 0 – 0 referto | Montenegro | Zemgales Olimpiskais centrs\| Arbitro: \| Sergey Tsinkevich \| |
| Arbitro:                                  | Sergey Tsinkevich |               |            |                                                                |

| Arbitro: | Andreas Ekberg |

|                         |           |            |
| Praet 12’ Tielemans 88’ | Marcatori | 21’ Čermák |

| Arbitro: | Ivaylo Stoyanov |

|                                       |           |               |
| Jankto 45+1’, 74’ Juliš 67’ Černý 77’ | Marcatori | 90+2’ Rebenja |

| Arbitro: | Hugo Miguel |

|                               |           |  |
| Jovović 17’ Boljević 26’, 37’ | Marcatori |  |

| Arbitro: | Andrew Davey |

|           |           |  |
| Grech 46’ | Marcatori |  |

| Arbitro: | Stavros Mantalos |

|                                     |           |                                 |
| J. Borg 40’ Camenzuli 45’ Mbong 67’ | Marcatori | 53’ Taras 65’ (rig.) Svinarenco |

| Arbitro: | Fedayi San |

|  |           |                  |
|  | Marcatori | 88’ Černomordijs |